# فرقه‌های اسرارآمیز یونانی-رومی

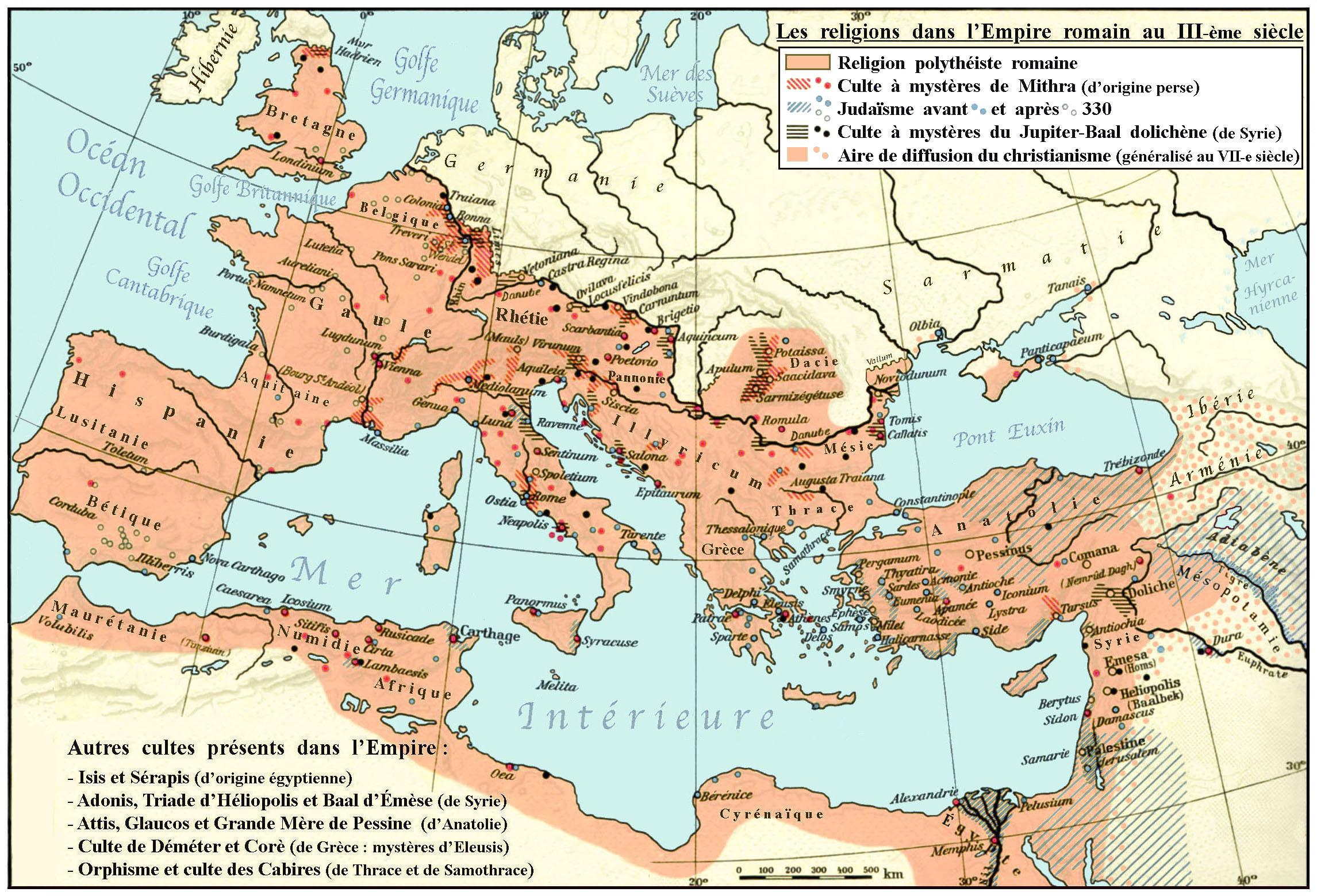
نقشه پراکندگی فرقه‌های اسرار، یهودیت، دین رومی در ۲۵۰ میلادی

فرقه‌های اسرارآمیز یونانی-رومی (انگلیسی: Greco-Roman mysteries) فرقه‌های دینی در جهان یونانی رومی بودند که برای آغازکنندگان فرقه، مراسم پاگشایی ویژه ای برگزار می‌شد. مشخصه اصلی این فرقه‌ها رازداری مرتبط با خصوصیات مناسک تشرف به دین و انجام مناسک است. این فرقه‌ها شامل مناسک تشرف به دین پیچیده‌ای بودند که به نام «اسرار» نیز شناخته می‌شد. مشهورترین ادیان اسرارآمیز دوران باستان یونانی-رومی اسرار الوزینیا بودند که قدمت قابل توجهی داشتند و به پیش از اعصار تاریک یونان تعلق داشتند. فرقه‌های اسرارآمیز در اواخر دوران باستان متأخر شکوفا شد.
آنچه از اسرار قدیمی‌تر یونانی باقی مانده‌است، به‌عنوان بازتاب برخی جنبه‌های باستانی مذهب رایج دین نیاهندواروپایی، با تشابهات در دین مردمان هندوایرانی شناخته شده‌است. مکاتب اسرارآمیز دوران باستان یونانی-رومی شامل اسرار الوزیس، اسرار دیونیسوسی، و آیین اورفئوسی است. برخی از بسیاری از الوهیت‌هایی که رومی‌ها اسماً از فرهنگ‌های دیگر اقتباس کردند، در اسرار نیز پرستش شدند. به عنوان مثال، ایزیس مصری، میترا در اسرار میترائیسم، سابازیوس تراکی/فریگی، و سیبل.

## تعریف و ریشه‌شناسی
فرقه اسرارآمیز یک گروه مذهبی بسته بود که اعتقادها و مناسک خود را مخفی نگه می‌داشتند و علاقه ای به اشتراک گذاری اطلاعات با افراد غیرمعتقد نداشتند. فرقه‌های اسرارآمیز، نگرش‌های شخصی و فردگرایانه‌تری نسبت به مرگ و زندگی پس از مرگ داشتند. بیشتر آنها بر اساس داستان‌های مقدس (hieroi logoi) بودند که اغلب شامل بازآفرینی آیینی اسطوره مرگ-تولد مجدد یک الوهیت خاص بود. فرقه‌های اسرارآمیز علاوه بر وعده زندگی بهتر پس از مرگ، پیوندهای اجتماعی را در میان شرکت کنندگان تقویت می‌کردند که (mystai) نام داشت.
ادیان اسرارآمیز یکی از سه نوع دین هلنیستی را تشکیل می‌دادند، دو نوع دیگر فرقه امپراتوری یا ادیان قومی خاص یک ملت یا دولت و فلسفه هلنیستیها. مانند فلسفه نوافلاطونی هستند. اسرار به جای رقابت با دین مدنی مکمل هستند. یک فرد به راحتی می‌توانست مناسک دین دولتی را رعایت کند، و همچنین در یک یا چند راز مبتدی باشد و در عین حال به یک مکتب فلسفی خاص نیز پایبند باشد. بسیاری از جنبه‌های دین عمومی مانند قربانی کردن، غذای آیینی، و تطهیر آیینی در درون راز تکرار می‌شد، اما با این شرط که در مخفی‌کاری انجام شود و به مجموعه‌ای از آغازگران محدود شود. مدارس اسرارآمیز جایگاهی را برای حفظ آیین‌های مذهبی باستانی ارائه می‌کردند، که مخصوصاً در زمان امپراتوری روم متاخر مورد تقاضا بود، زیرا آیین‌های مذهبی از نظم‌های اجتماعی و سیاسی تثبیت‌شده به جای کار بر ضد آنها حمایت می‌کردند. به عنوان مثال، چندین رشته اولیه یهودیت و مسیحیت در تقابل با چنین شرایطی ظاهر شدند، در حالی که فرقه‌های اسرارآمیز، به دلیل ماهیت خود، در خدمت تقویت وضعیت موجود بودند. 
کلمه انگلیسی «رمز» mystery در ابتدا به صورت جمع یونانی "Mystêria" ظاهر شد و به لاتین «mysterium» که اصطلاح انگلیسی از آن سرچشمه می‌گیرد و توسعه می‌یابد. ریشه‌شناسی کلمه یونانی "mystêrion" کاملاً روشن نیست، اگرچه محققان به‌طور سنتی تصور می‌کنند که از یونانی "myo" به معنای «بستن» (که عمدتاً به بستن چشم‌ها اشاره دارد، از این رو است که اعضا چشمان خود را می‌بندد و وارد اسرار می‌شود). برخی از محققان هیتی معتقدند که اصطلاح یونانی از فعل هیتی "munnae"، «پنهان کردن» یا «به دور از دید بودن» گرفته شده‌است.

## عقاید مشترک
بسیاری از ادیان، که به عنوان ادیان اسرار شناخته می‌شوند، از هر نظر شبیه هم نبودند. آنها دامنه وسیعی را پوشش دادند، و تنوع زیادی در شخصیت و دیدگاه نشان می‌دادند، اما این اسرار دارای شباهت‌های اساسی بسیاری بودند.
1. تجربهٔ عرفان، انجام خلسه‌های مذهبی (تجارب مذهبی در طی حالت‌های متناوب آگاهی). واژه عرفان (mysticism) در اصل از اسم یونانی (mystes) منشأ گرفته‌است.[۸]
2. همه تشریفات مخفی برای کسانی که به فرقه وارد می‌شدند، داشتند. کلمه انگلیسی «راز» (mystery) در واقع از mustês به معنی «تازه‌وارد شده» یا «کسی که نخستین قدم را برداشته» می‌آید. اسرار یا آداب پنهانی پوشیده شده بود و امروزه کمتر شناخته شده‌است.
3. همگی پاکسازی عرفانی از گناه را ارائه می‌کردند.
4. همه نوید یک زندگی شاد آینده را برای مؤمنان می‌دادند.
5. از طریق مرگ و رستاخیز خدای فرقه‌ای رستگاری حاصل می‌شد.[۹]

اعضای فرقه‌های اسرارآمیز لزوماً وجود خدایان دیگر را انکار نمی‌کردند اما با ورود به فرقه، آنها عهد می‌کردند که انرژی خود را به احترام یک خدای خاص و بالاتر از دیگر خدایان اختصاص دهند.

## فرقه‌های اسرارآمیز
مراسم پاگشایی یک سفر وحشتناک از سایه به نور، شبیه به یک تجربه نزدیک به مرگ است. راهی شدن از طریق تاریکی با تردید و سوء ظن، حس تمامی وحشت‌ها، ترس و لرز و عرق کردن و شگفتی بعد با نور خارق‌العاده‌ای مواجه می‌شویم و مناطق و علفزارهای ناب در انتظار تو هستند.

### ادیان اسرارآمیز اولیه
ادیان اسرارآمیز از مراسم قبیله ای که توسط مردمان بدوی در بسیاری از نقاط جهان انجام می‌شد، سرچشمه گرفتند. در حالی که در این جوامع قبیله ای تقریباً همه اعضای طایفه یا روستا پاگشایی شده بودند، اما ورود به فرقه در یونان به یک موضوع انتخاب شخصی تبدیل شد. هگل از نظام اعتقادی مصریان به عنوان «مذهب اسرارآمیز» یا با ترجمه ای دیگر، «مذهب معمایی» یاد می‌کند. او با این نامگذاری قصد دارد بر ماهیت پنهان بسیاری از ادیان مصر تأکید کند.

### ادیان اسرارآمیز هلنیستی
هنگامی که اسکندر مقدونی پادشاهی‌های آسیایی را تا شرق رود سند فتح کرد، جهان یونان به شدت گسترش یافت. با این حال، افکار مذهبی در خود یونان و بخش غربی امپراتوری، اسکندریه بسیار آهسته تغییر کرد. تحول‌های مهم در آیین‌های اسرارآمیز در طول عصر هلنیستی ابتدا در شرق یونان اتفاق افتاد، جایی که عناصری از ادیان یونانی و شرقی در هم آمیختند. تغییرات در دین اجتناب‌ناپذیر بود و برخی از تأثیرات سنت‌های شرقی بر یونانیان ناگزیر بود. اما این روند کند بود و تنها چند قرن بعد آشکار شد. ادیان اسرارآمیز در سه قرن اول پس از میلاد در امپراتوری روم به اوج محبوبیت خود رسیدند. با این حال، منشأ آنها به قرون اولیه تاریخ یونان بازمی‌گردد. بیشتر آیین‌های اسرارآمیز روم از اصل یونانی گرفته شده‌اند.

## اسرار مشهور

### اسرار الوزیس

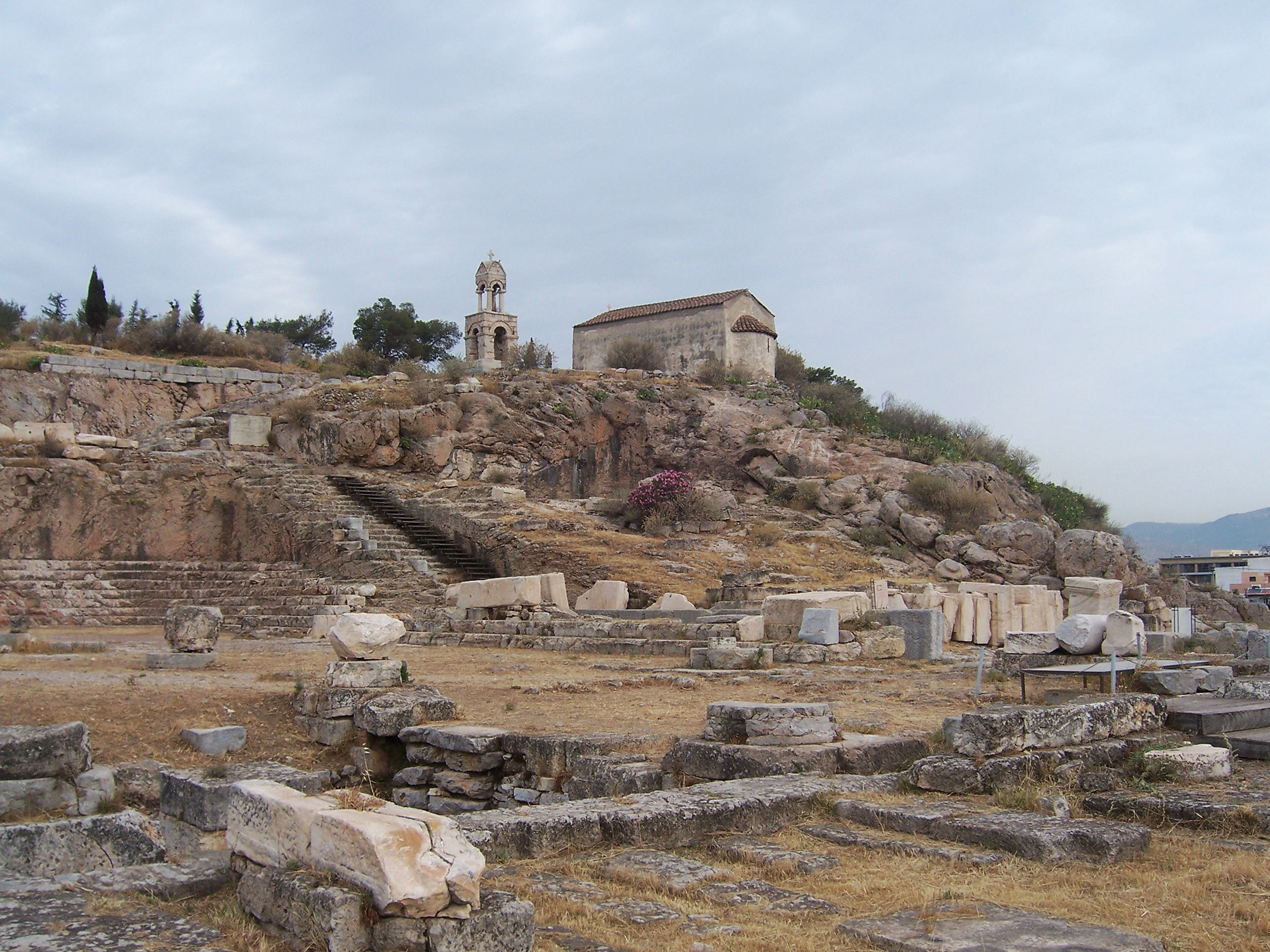
نمای دیگری از آثار باستانی تلستریون (تالار آغاز)، مرکز اسرار الوزیس در الوزیس

اولین و مشهورترین اسرار اسرار الوزیس بود. همه یونانی‌زبانان، از جمله زنان و بردگان، واجد شرایط پاگشایی و ورود به فرقه بودند. قبول بردگان در یک فرقه در دنیای یونان بسیار غیرعادی بود. در مذهب یونانی، به‌طور کلی، تمایزات اجتماعی است. یک دسته از افرادی که از ورود به فرقه کنار گذاشته می‌شدند، به جز غیر یونانی‌زبانان، قاتلان بودند. الوزیس در قرن چهارم قبل از میلاد به اوج اهمیت خود رسید و هنوز در زمان تسلط رومیان بر یونان نیز مهم بود. در واقع، اعتبار آن به حدی بود که چندین امپراتور روم از جمله هادریان و مارکوس اورلیوس را در میان آغازگران خود به‌شمار می‌آورد. این فرقه ادعا می‌کرد که پیروان آن از جاودانگی بهشتی لذت خواهند برد، در حالی که کسانی که خارج از فرقه بودند در تاریکی هادس فرو خواهند رفت.
مراسم پاگشایی در یک ساختمان بدون پنجره به نام تلستریون یا محل شروع، که در حداکثر اندازه خود، حدود ۳۰۰۰ نفر را در خود جای می‌داد، انجام می‌شد. آنچه در داخل انجام می‌شد یک راز کامل است. در واقع، این آداب به حدی مخفی بود که دولت آتن برای هر کسی که آن را فاش می‌کرد، مجازات اعدام تعیین می‌کرد. شاعر یونانی آیسخلوس (۵۲۵–۵۲۴ (پیش از میلاد) به این اتهام محاکمه شد. هیچ مدرکی وجود ندارد که نشان دهد زمانی که کسی شروع به کار کرد، از او خواسته شد که از هر قانون زندگی ویژه ای پیروی کند. تا آنجا که می‌توان گفت، اسرار الوزیس، مانند همه ادیان اسرارآمیز دیگر، بر اساس دلایل صرفاً آیینی، نوید سعادت ابدی را می‌دادند.

### اسرار دیونیسوسی
فرقه دیگر پیروان اسرار دیونیسوسی بود. خدای شراب، دیونیسوس هادس را به مثابه محل عذابی معرفی می‌کرد که تنها آغازگران این فرقه می‌توانستند از آن فرار کنند. در این فرقه بر طبق سنت‌های باستانی، پرسفونه بشریت را به دلیل مرگ پسرش دیونیسوس مجازات کرد. جنبش اورفیک (که به خاطر ارتباطش با قهرمان اورفئوس نامیده می‌شود، که به هادس رفت و به زمین بازگشت) روایت‌های واضحی از قضاوت، مجازات منتشر کرد. به پیروان آموزش داده شد که زندگی بر روی چرخه تولد و مرگ مکرر خود نوعی جهنم است. لوح‌های طلایی که در گورهای یونان و جنوب ایتالیا دفن شده‌اند پیدا شده‌اند که قدمت آن به قرن چهارم قبل از میلاد می‌رسد. گزارشی ارفیک از جغرافیای جهان ماوراء ارائه می‌دهد و به متوفی هشدار می‌دهد که از آب فراموشی دوری کند و رمزهای عبوری را که فرد را به همراهی با سعادت می‌پذیرد، بخواند.
تغییری در این موضوع نشان می‌دهد که تمام بشریت به دلیل ارتباط آن با مرگ پسر پرسفونه، خدای دیونیسوس، محکوم به مجازات در جهان اموات است. دیونیسوس توسط خدایان خشن به نام تایتان‌ها تکه‌تکه شده و خورده شده بود. زئوس تیتان‌ها را با رعد و برق سوزاند و بشریت از بقایای دود شده آنها برخاست. پس از آن پرسفونه هر انسانی را مسئول از دست دادن پسرش دانست. تنها چیزی که می‌توانست فرد را از بدبختی پس از مرگ نجات دهد این بود که شخص در اسرار مورد حمایت دیونیسوس (که پس از نابودی او توسط تایتان‌ها دوباره متولد شده بود) پاگشایی کند. اسرار دیونیسوسی به ویژه جالب است زیرا آنها به آغازگران دانش خاصی از جغرافیای عالم اموات می‌دادند: آنها به افراد آغازگر یاد می‌دادند که پس از رفتن به زیر کدام مسیر را دنبال کنند و از کدام مسیر اجتناب کنند. و همچنین کدام آب‌های جهنمی برای نوشیدن سالم است و کدام باعث فراموشی می‌شد. فراموشی خطرناک بود زیرا آغازگران باید به خاطر داشته باشند که در مقابل برخی از خدایان یا نگهبانان عالم اموات که در مورد آنها قضاوت می‌کنند، اعلام کنند که آنها پاک هستند و دیونیسوس آنها را از هرگونه نیاز به کفاره مرگ خود به دست تیتان‌ها رها کرده‌است. یادآوری چیزهایی که مبتدیان در زمان زنده بودن یادگرفته بودند بر روی گذرنامه برای مردگان یا لوح‌های طلای کوچکی که با آنها دفن شده بود، حک شده بود.

### ایزدبانو سیبل

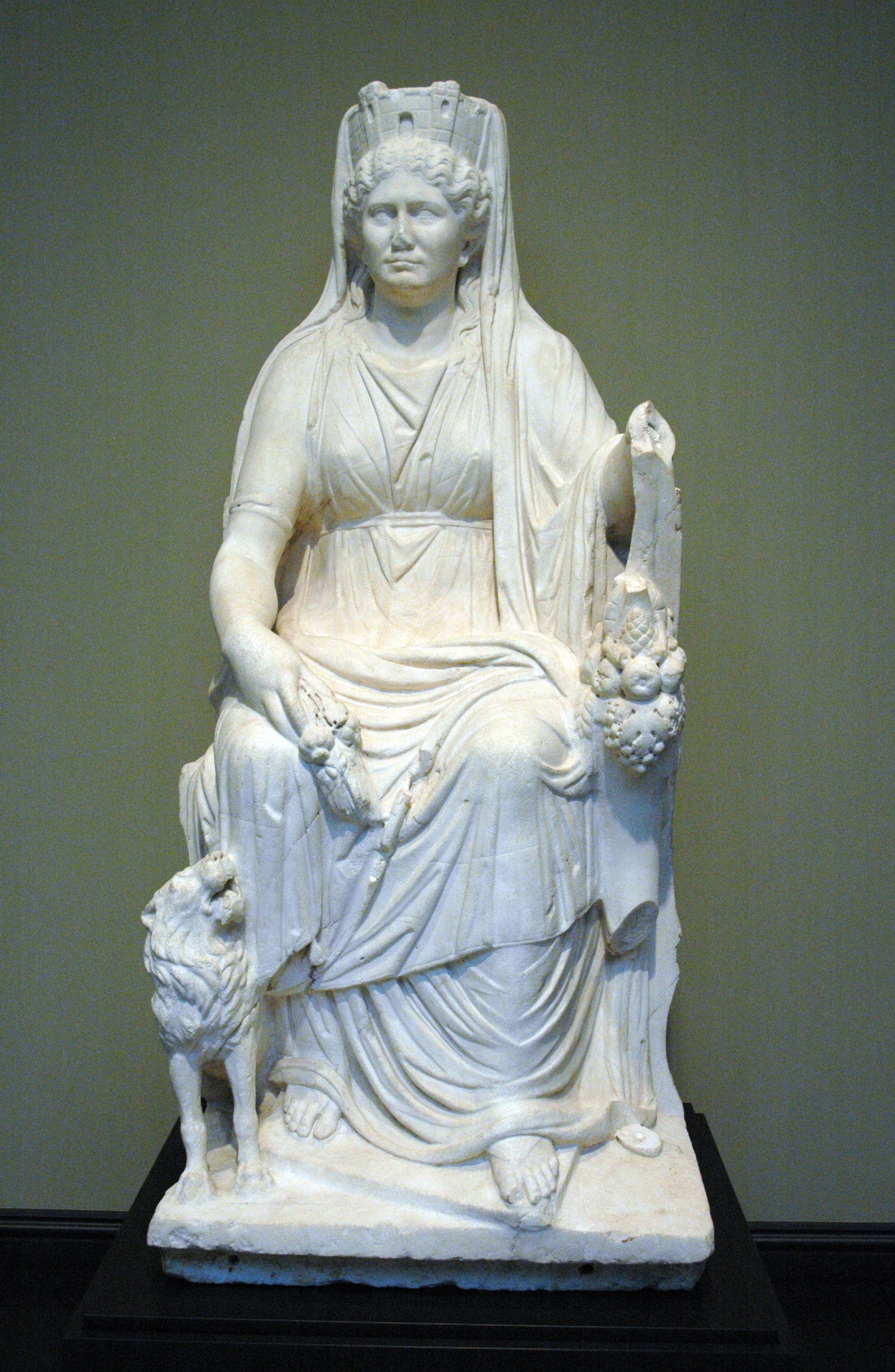
سیبل بر تخت نشسته، با شیر، شاخ نعمت و تاج دیواری. سنگ مرمر رومی، ج. ۵۰ میلادی (موزه جی. پال گتی)

سیبل در ابتدا به عنوان الهه مادر بزرگ در آناتولی، (ترکیه امروزی) بود. سیبل در آناتولی الههٔ باروری و مراقب جهان بود.
ایزدبانو سیبل، که برای کمک به روم برای شکست کارتاژ در دومین جنگ پونی، مورد پرستش واقع شده بود، به همراه همسرش اسطورهٔ یونانی آتیس و کاهن خواجه به نام گالیوس وارد روم شدند. نسخهٔ رومی سیبل نیز همچنان یک الههٔ باروری بود اما همچنین محافظی در برابر بیماری و خشونت جنگ نیز بود. علیرغم موقعیت مفروض او به عنوان ایزدبانوی تروآ، کاهنی از بالاترین رده‌های روم برای نظارت بر این فرقه و جشنواره‌های او انتخاب شد. این فرقه ممکن است بیش از حد «خارجی» در نظر گرفته شد و روم نتوانست به آن اعتماد کند، بنابر این عضویت در آن برای بردگان ممنوع شد.
تفاوت اصلی سیبل با مذهب دولتی در روم باستان این بود که پیروان خود را از طریق جاودانگی نجات می‌داد. ریشه پیوندهای او با جاودانگی در شخصیت همسر او آتیس نهفته‌است. در داستان اسطوره‌ای آتیس و سیبل، این زوج دیوانه‌وار عاشق یکدیگر شدند اما به زودی آتیس جوان به سیبل خیانت کرد. الهه خشمگین شد و دیوانگی همه‌جانبه را به او القا کرد. آتیس در جنون خود را اخته کرد تا کفاره خیانتش را پس بدهد و بر اثر جراحاتش درگذشت. آتیس سپس به عنوان اولین کاهن در خدمت سیبل دوباره متولد شد. از آن زمان به بعد، کاهنان سیبل اغلب خواجه بودند و به عنوان گالیوس شناخته می‌شدند. در یک فرایند در مناسک تشرف به دین کاهنان اختگی خود را انجام می‌دادند. اعتقاد بر این بود که آنها باروری خود را به صورت فیزیکی و نمادین به الهه سیبل می‌دهند.
خوداختگی برای رومی‌ها از هر طبقه ای غیرقانونی بود. بعداً، شهروندان می‌توانستند برای قربانی یک قوچ، به عنوان جایگزینی برای اخته‌سازی خود به دستیار راهب بپردازند. نوکیشان فرقه سیبل معمولاً بسیار مرفه و نسبتاً نادر بودند. آنها شامل امپراتور ژولیان می‌شدند. نوکیشان آیین آتیس تعدادشان بیشتر و کمتر ثروتمند بودند و به عنوان دستیار کاهن شهروندی در جشنواره‌های «عجیب» خدایان خود عمل می‌کردند، که برخی از آنها شامل خودزنی‌های عمومی و خونین گالی می‌شد.

### میترائیسم

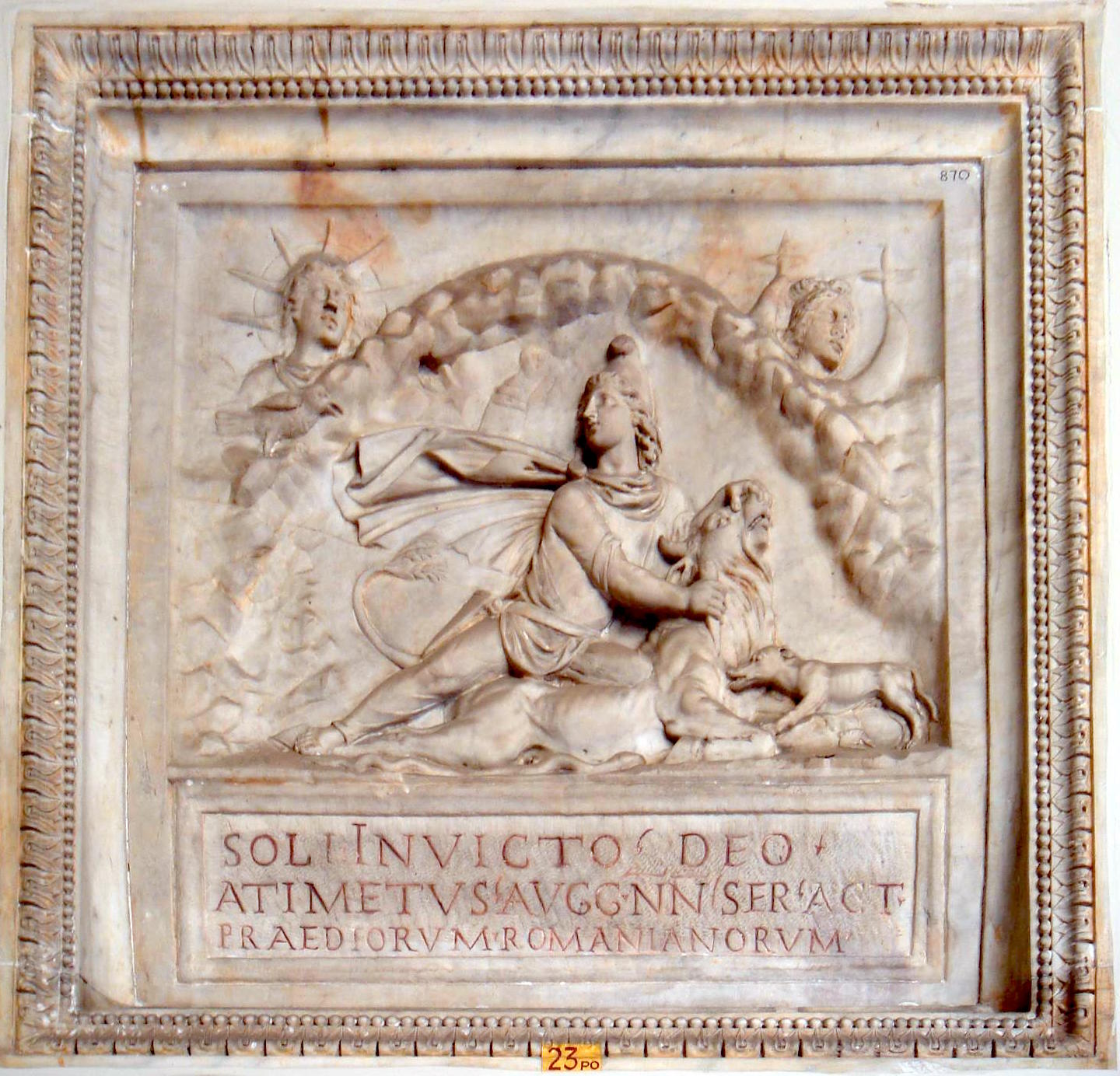
نقش‌های برجسته حجاری شده که تاروکتونی (صحنه گاوکشی میترا) را به تصویر کشیده‌است. ایزد ایرانی، میثراس در اینجا با نام «سول اینویکتوس» خوانده شده‌است. سول و لونا در بالای این نقش برجسته به چشم می‌خورند.

میترا خدای باستانی، ریشه در فرهنگ هندی و ایرانی داشت اما نسخهٔ یونانی-رومی از این خدا به نام میثراس، به تدریج هویتی جدا از میترا پیدا کرد. میثراس علاوه بر اینکه خدای ناجی بود، به عنوان خدای خورشید نیز پرستش می‌شد.
میترائیسم نزد معاصران خود به عنوان «اسرار ایرانی» شناخته می‌شد و خود میترا به عنوان «خدای ایرانی» نامیده می‌شد. شکی وجود ندارد که در آغاز میترائیسم رومی از میترای ایرانی الهام گرفته‌است، اما این به این گونه نیست که بگوییم این دین ایرانی اولیه از طریق دین زرتشتی تا میترائیسم رومی ادامه داشته‌است.
آیین میترائیسم یکی از برجسته‌ترین آیین‌ها، محبوب‌ترین دین در بین سربازان رومی و بزرگ‌ترین رقیب مسیحیت در قرون اولیه کلیسا بود. میترا هم برای سرباز پیاده و هم برای افسران درجه‌بندی خود جذابیت داشت زیرا مردانی که در جنگ با مرگ روبرو شدند، مطمئن می‌شدند که آیین‌های میترا آنها را با خیال راحت به زندگی پس از مرگ رهنمون خواهد کرد. آیین میترائیسم دوگانه‌گرایی مانی را با فرقه‌های اسرارآمیز یونانی-رومی در هم آمیخت و به پیوند محکمی بین پرستش خورشید (که برای یکتاپرستان آن زمان جذاب بود) و انزجار رایج زمانه از حس‌های دنیوی تبدیل شد. آیین میترائیسم مانند مسیحیت مقدسات خود را داشت اما زندگی میترا جذابیت کمتری نسبت به زندگی عیسی داشت و زنان حق پیوستن به آیین میترا را نداشتند.

### ایزیس
ایزیس، مانند سیبل، مدت‌ها قبل از رسیدن به روم، یک الهه باستانی، همسر و خواهر خدای اوزیریس بود. در دین مصر، ایزیس محافظ زنان و ازدواج، زایمان، فرزندان تازه متولد شده و باروری محصول بود؛ بنابراین، شباهت‌های آشکاری با الهه سیبل دارد. فرقه‌های مصری تحت حکومت امپراتور رومی تیبریوس ممنوع شد، اما جانشین او، امپراتور کالیگولا، فعالانه آنها را تشویق کرد که منجر به رواج فزاینده ایزیس در بین زنان و مقامات عالی‌رتبه شد. در روم باستان، ایزیس به عنوان حیات بخش، شفادهنده و محافظ، به ویژه از طرف خانواده‌ها پرستش می‌شد. او قدرت زندگی و مرگ را داشت و می‌توانست پیروانش را به همان شیوه‌ای که شوهرش را از مرگ نجات داد، زنده کند. فتح مصر توسط اسکندر مقدونی عصر جدیدی را برای این فرقه گشود. بطلمیوس یکم سوتر (۲۸۳–۳۶۷ پیش از میلاد)، بنیان‌گذار دودمان بطلمیوسی در مصر، در تلاش برای یافتن فرقه‌ای مذهبی که هم رعایای مصری و هم هلنی را متحد کند، فرقه ایزیس را به گونه‌ای که در جامعه یونانی-رومی معرفی شد، ایجاد کرد.
در اسطوره ایزیس، شوهر و برادر او اوزیریس توسط برادر دیگرش کشته و اعضای بدنش در سراسر مصر پراکنده می‌شود. ایزیس که نمی‌تواند مرگ او را بپذیرد با جمع‌آوری و پیوستن کردن جسد او به صورت نمادین، شوهرش را از مرگ ابدی نجات می‌دهد. برای یونانیان باستان، ایزیس به‌ویژه جذاب بود، زیرا پانتئون خودشان شامل الهه‌ای نبود که هم‌زمان همه این ویژگی‌ها را داشته باشد: یک درمانگر، یک ارتباط‌دهنده، یک محافظ، یک شخصیت باروری، یک مادر، و کسی که وعده زندگی پس از مرگ را می‌داد. فرقه ایزیس به لطف بطلمیوس تا حدی یونانی شد که ذهن رومی می‌توانست آن را درک کند و با این حال هنوز آنقدر خارجی بود که عجیب و غریب و بیگانه باشد. هنگامی که کاهنی از آیین ایزیس یک زن بیگناه رومی را اغوا کرد، امپراتور روم تیبریوس (۴۲ پیش از میلاد – ۳۷ پس از میلاد) دستور داد معبدهای ایزیس ویران شود و کاهنان آن را اعدام کنند. اما امپراتور بعدی یک بار دیگر این فرقه را مجاز کرد.

### اورفیسم (دین)
اگرچه تخمین زمان شروع دین اورفیسم دشوار است، اما در قرن پنجم قبل از میلاد در منطقه وسیعی گسترش یافت. در آن زمان، معلمان دینی به سراسر یونان سفر می‌کردند تا اعضای جدید را پاگشایی کنند. اورفیسم که با اعتقاد به جاودانگی روح و تناسخ مشخص می‌شود، زندگی پر از زهد و تفکر را ترویج می‌کند. طبق گزارش‌ها، مذهب اورفیک بر اساس آموزه‌ها و سرودهای اورفئوس بود. این نوازنده افسانه ای بیشتر از اسطوره «اورفئوس و اوریدیس» شناخته می‌شود، جایی که او برای بازپس‌گیری همسرش به دنیای اموات سفر می‌کند. با این حال، اورفئوس نقش برجسته‌تری در اسطوره‌های دین اورفیک دارد. در این صورت او به عنوان پیامبری معرفی می‌شود که اسرار عالم اموات را دیده و حقایق آخرت را برای بشریت آشکار کرده‌است. مهم‌ترین خدای اورفیسم خدای دیونیزوس است که از او به عنوان «زاگرئوس» نیز یاد می‌شود. آیین‌های اورفیک معمولاً شامل بازسازی مرگ و تولد دوباره خدای شراب بود. پیروان این جنبش بر این باور بودند که روح آنها جنبه ای از خدا را در خود دارد که باید از اشکال فیزیکی آنها «رهایی» یابد. برخلاف اسرار دیونوسی، نقش دیونیزوس در ارفیسم کاهش بازداری‌ها نبود، بلکه متوقف کردن ترس از مرگ بدنی بود.

### مکتب فیثاغوری
عقاید اورفیک‌ها اساس مکتب فیثاغوری بود که از قرن ششم قبل از میلاد در جنوب ایتالیا شکوفا شد. فیثاغورث ساموسی نه تنها یک ریاضی‌دان یونان باستان، بلکه فیلسوف و بنیان‌گذار یک دین  اسرارآمیز نیز بوده‌است. قدمت فرقه فیثاغورث به قرن ششم قبل از میلاد برمی‌گردد. طبق گزارش‌ها، حقایقی را در مورد معنای متافیزیکی اعداد و نجات روح انسان آشکار کرد. درست مانند هر فرقه اسرارآمیزی، فیثاغورث حقایق خود را فقط برای کسانی که آغاز شده بودند آشکار می‌کرد. اعضای آن مراسم پاکسازی را انجام می‌دادند که شامل پاکی جنسی و رژیم گیاهخواری سخت می‌شد. هدف نهایی رسیدن به تجسم‌های بالاتر بود، به این معنی که فیثاغورثی‌ها به مفهوم تناسخ اعتقاد داشتند. این مکتب فکری در قرن اول پیش از میلاد احیا شد و این بار پرستش فیثاغورث را نیز دربر گرفت.

## برخی دیگر از فرقه‌های اسرارآمیز
- اسرار کابیریان آیین‌ها و مراسم مذهبی باستانی بودند که به خدایان معروف به کبیری تقدیم می‌شدند. اعتقاد بر این بود که آنها از دریانوردان محافظت می‌کردند و عبادت آنها سفرهای دریایی ایمن را تضمین می‌کرد. خدایان و الهه‌هایی از جمله الهه مادر و ایزدبانوی باروری دمتر در مراسم آنها پرستش می‌شدند؛ بنابراین، اسرار کبیری نیز با باروری مرتبط است. مشخص کردن زمان دقیق شروع این مراسم دشوار است، با این حال، تخمین زده می‌شود که در قرن سوم قبل از میلاد محبوبیت زیادی به دست آوردند. علاوه بر این، برخلاف اسرار الوزیس، هیچ نشانه ای وجود ندارد که اسرار کابیریان در مورد زندگی پس از مرگ و تناسخ صحبت کرده باشد. از بسیاری جهات، آنها به عنوان شکل ابتدایی‌تری از یک دین اسرارآمیز در نظر گرفته می‌شوند.[۲۷]
- اسرار آندانیا فرقه هلنیستی. یک فرقه اسرارآمیز یونان باستان بود که شاید به افتخار الهه زمین دمتر و دخترش پرسفونه در شهر آندانیا در مسنیا برگزار می‌شد. این فرقه در دوره تسلط اسپارت‌ها در اواخر قرن پنجم و اوایل قرن چهارم قبل از میلاد از بین رفت.[۲۸][۲۸]
- فرقه دسپوینا– الهه‌ای بود که اسرار الوزیس در یونان باستان به عنوان دختر دمتر و پوزئیدون و خواهر آریون پرستش می‌شد.[۲۹]
- سابازیوس – ابتدا خدای سوارکاران تراکیه بود اغلب به عنوان یک سوارکار تصویر می‌شد. اما متمایزترین تصویر مورد استفاده در پرستش خدا «یک دست» بود. این دست‌های فلزی پس از پذیرش خدا توسط رومیان در سراسر اروپا پیدا شده‌است. اطلاعات کمی در مورد سابازیوس به عنوان یک خدا یا نحوه پرستش پیروانش وجود دارد، اما به نظر می‌رسد که دست‌های فلزی ساخته شده به افتخار او ساخته شده‌است.[۳۰]
- آتیس- همسر اسطوره ای سیبل مادربزرگ خدایان، در فریگی‌ها، آسیای صغیر و اسطوره‌شناسی یونانی بود که بعداً در سراسر امپراتوری روم پرستش شد، جایی که در قرن دوم پس از میلاد به خدای خورشیدی تبدیل شد. پرستش آتیس و مادر بزرگ خدایان شامل جشن سالانه اسرار در بازگشت فصل بهار بود. آتیس، مانند مادر بزرگ، احتمالاً بومی آسیای صغیر بود که توسط فریگی‌ها مهاجم پذیرفته شد و توسط آنها با شخصیت اسطوره ای خود ترکیب شد.[۳۱]
- ژوپیتر دولیچنوس- خدای فرقه اسرارآمیز رومی، در اصل یک خدای محلی هیتی-هوری برای باروری و رعد است که در دولوک امروزی، در جنوب شرقی ترکیه پرستش می‌شد. بعدها شخصیت سامی به ایزد داده شد، اما در زمان حکومت هخامنشیان (قرن ۶ تا ۴ پیش از میلاد) او را با خدای ایرانی اهورامزدا یکی دانستند. به این ترتیب خدای جهان شد. از طریق نفوذ یونانی او به «زئوس اوروماسدس» تغییر نام داد. و تحت آن عنوان او از نزدیک با فرقه میترا یک خدای ایرانی دیگر در ارتباط بود. پرستش ژوپیتر دولیچنوس و همسرش به تدریج به سمت غرب به روم و دیگر مراکز نظامی منتقل شد، جایی که در قرن دوم و سوم پس از میلاد بسیار محبوب شد. در دین اسرارآمیز رومی، او نه تنها به عنوان خدای آسمان‌ها شناخته می‌شد، بلکه اعتقاد بر این بود که موفقیت و امنیت نظامی را نیز کنترل می‌کند.[۳۲]
- فرقه تروفونیوس- یک فرقه هلنیستی پیرامون یک خدا/قهرمان کوچک بود.[۳۳]
- سراپیس- خدای یونانی-مصری خورشید و در اصل خدای عالم اموات بود، اما به عنوان خدایی جدید با جنبه‌های هلنی بسیاری معرفی شد. سراپیوم در اسکندریه بزرگ‌ترین و شناخته شده‌ترین معابد خدا بود. مجسمه فرقه آنجا سراپیس را به‌عنوان چهره‌ای ریش‌پوش نشان می‌داد که به‌طور سلطنتی بر تخت نشسته بود، دست راست او بر سربروس (سگی سه سر که از دروازه جهان زیرین نگهبانی می‌کند) تکیه داده بود. به تدریج سراپیس نه تنها به عنوان خدای خورشید («زئوس سراپیس») بلکه به عنوان پروردگار شفا و باروری مورد احترام قرار گرفت. عبادت او در روم و در سرتاسر دریای مدیترانه برقرار شد و مسیرهای تجاری را دنبال کرد و به ویژه در شهرهای بزرگ تجاری برجسته بود. در میان گنوسی‌ها (بدعتگذاران اولیه مسیحی که معتقد بودند ماده شر است و روح خوب است) او نماد خدای جهانی بود. تخریب سراپیوم در اسکندریه توسط تئوفیلوس اسکندریه، و پیروانش در سال ۳۹۱ پس از میلاد - همراه با نابودی معابد پاگانیسم دیگر (همه با تشویق امپراتور تئودوسیوس اول) - نشان از پیروزی نهایی مسیحیت نه تنها در مصر، بلکه در سراسر امپراتوری روم بود.[۳۴]

## در ارتباط با قضاوت بعد از مرگ

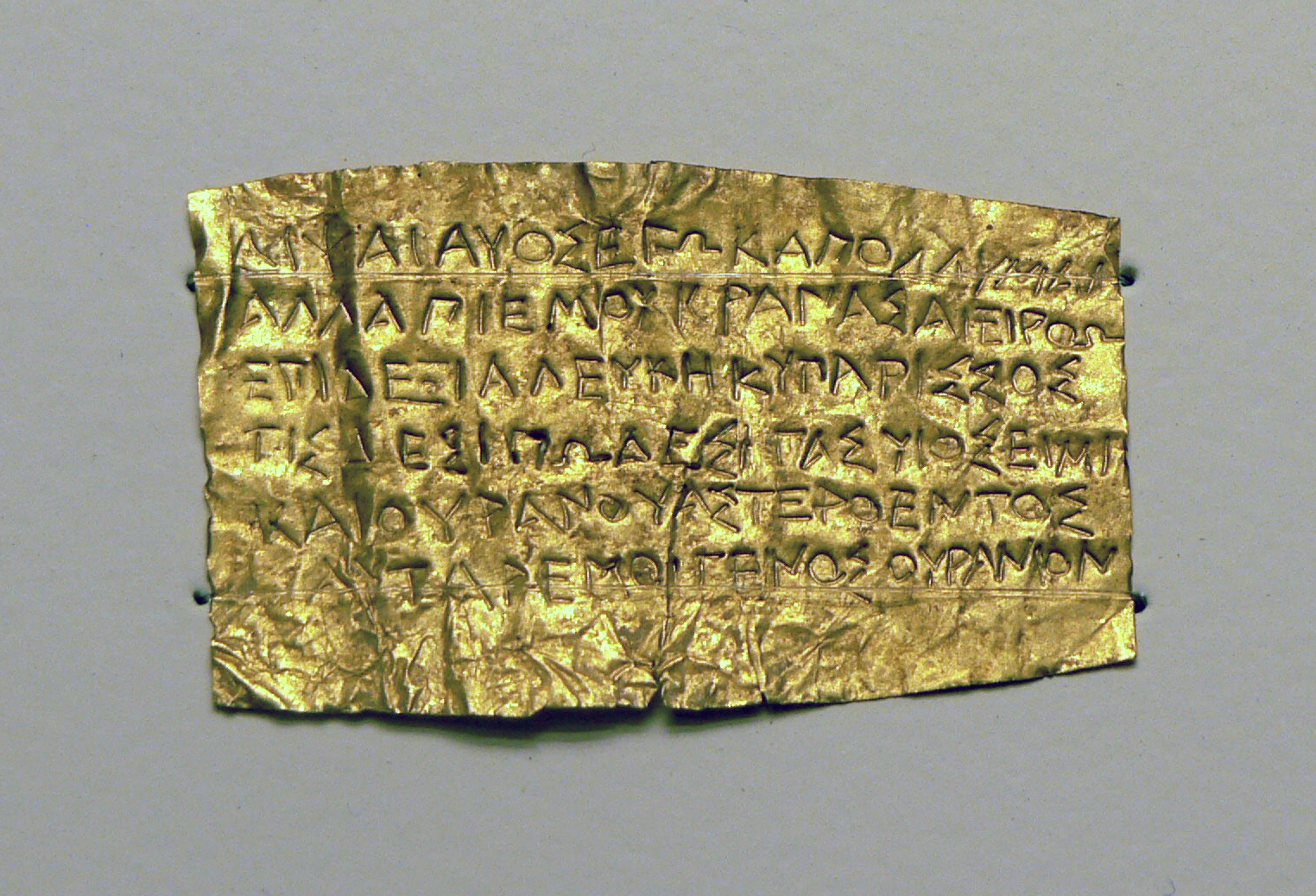
یک «لوح طلای ارفیک» یافت شده در یک کوزه برنزی تشییع جنازه، مربوط به قرن چهارم پیش از میلاد، این لوح در موزه گتی لس آنجلس نگهداری می‌شود.

دنیای مرگان یونان به عنوان یک مکان نامناسب تعریف شده بود، اگرچه رویکرد به آن اغلب شامل سفر بر روی آب می‌شد. رودخانه‌های این قلمرو در ادیسه هومر (۷۵۰–۷۰۰ قبل از میلاد) ذکر شده‌است و شعر هومر هادس را به عنوان یک «تاریکی تیره» معرفی می‌کند. قرن‌ها بعد، آریستوفان (تولد ۴۴۸ پیش از میلاد)، نمایشنامه‌نویس یونانی، تصویر بیشتری از هادس ارائه کرد و خطاکاران را توصیف کرد که در گل و سرگین دراز کشیده بودند. برخی از افراد در مواجهه با فکر وجودی تیره و تار در عالم اموات به دنبال بهبود وضعیت خود بودند. احتمال این وجود داشت که رفتار فضیلت‌آمیز کافی نباشد و تصور می‌شد که یکی از راه‌های دستیابی به زندگی پس از مرگ شادتر از طریق پاگشایی در فرقه‌های اسرارآمیز مرتبط با اورفئوس و دیونیسوس باشد. برخلاف جشن‌ها و قربانی‌های عمومی، که معمولاً در سطح اجتماعی یا مدنی سازماندهی می‌شدند، آیین‌های فرقه‌های اسرارآمیز به‌طور خصوصی برای افراد یا گروه‌های کوچک انجام می‌شد. راهبان خودخوانده تجربه‌های دگرگون کننده ای را به پیروان ارائه می‌کردند که اعتقاد به جریان دین اصلی نمی‌توانست آن را فراهم کند.
در اواخر دوره باستانی ، سنت‌های یونانی شروع به انشعاب بیشتر مسیرها در زندگی پس از مرگ کردند. از قرن ششم قبل از میلاد به بعد، آنها به این باور رسیدند که کسانی که در برخی از مناسک مخفی پاگشایی شده بودند، می‌توانند انتظار وجودی پربرکت‌تر در آخرت داشته باشند، وجودی پربرکت‌تر از کسانی که پاگشایی نشده بودند. دقیقاً معلوم نیست منظور آنها از «برکت» چیست. این حالتی از وجود است که هرگز به روشنی توصیف نمی‌شود. برخلاف باورهای اولیه یونانی، اواخر دوره باستانی شاهد توسعه نظامی بود که در آن افراد عادی ممکن بود انتظار دریافت پاداش یا مجازات پس از مرگ را داشته باشند. این مفهوم در دوره کلاسیک نسبتاً گسترده بود. در بیشتر موارد، گفته می‌شد که سرنوشت فرد به رفتار او در زمان زنده بودن بستگی دارد.
با توجه به این ایده، آمادگی برای مرگ نباید چیزی بیش از رفتار خوب نیاز داشته باشد. اما تعداد کمی از مردم زندگی با فضیلت کامل داشتند، و بنابراین بیشتر آنها نگران آنچه در انتظارشان بود باقی ماندند. شاید به همین دلیل، در آغاز دوره باستانی متاخر، این ایده رواج پیدا کرد که می‌توان از اثرات پس از مرگ رفتار بد فرار کرد و حتی با وارد شدن به یک یا چند فرقه به اصطلاح اسرارآمیز در حالی که هنوز زنده است، سعادت پس از مرگ را تضمین می‌کرد. افراد شروع کننده می‌توانند انتظار داشته باشند که زندگی پس از مرگ را در یک چمنزار یا مکان‌های دلپذیر دیگر با خوردن، نوشیدن و رقصیدن سپری کنند. افراد غیر آغازگر، هر چند رفتارشان در طول زندگی مثال زدنی باشد، برای همیشه در منجلاب غوطه‌ور می‌شوند.
یکی از جذاب‌ترین منابع اطلاعاتی در مورد اسرار، الواح به اصطلاح ارفیک هستند. اینها که توسط محققان مدرن به نام اورفئوس شاعر اسطوره ای نامگذاری شده‌اند، کتیبه‌های یونانی هستند که بر روی ورقه‌های نازک طلا نوشته شده‌اند. آنها در گورها سپرده می‌شدند و معمولاً متن کوتاهی را در خود دارند که وضعیت متوفی را اعلام می‌کند و راهنمایی برای سفر او به دنیای زیرین ارائه می‌دهد. اگرچه این لوح‌ها در منطقه وسیعی یافت شده‌اند - در سیسیل و جنوب ایتالیا، شمال یونان، پلوپونز و کرت - آنها بسیار نادر هستند. احتمالاً صاحبان آنها تعداد معدودی منتخب بودند که از عقایدی پیروی می‌کردند که برای معاصرانشان باطنی و التقاطی به نظر می‌رسید. الواح حکاکی شده برای کسانی که به فرقه‌های اسرارآمیز راه یافته بودند تضمین می‌کند. این متون روح فرد درگذشته را هنگام ورود به دنیای زیرین هدایت می‌کنند. برخی از متون به شکل دیالوگ هستند، در حالی که به نظر می‌رسد برخی دیگر به نمایندگی از فرد مرده صحبت می‌کنند. محتوای آنها متفاوت است، اما تعدادی از عبارات و مضامین تکرار می‌شوند. مکان‌های دیدنی که باید در دنیای زیرین جستجو کرد، اغلب ذکر می‌شوند. مسیری از سمت چپ یا راست خانه هادس می‌گذرد و فرد باید مراقب باشد تا مسیر صحیح را طی کند. مسیر به چشمه ای منتهی می‌شود که اغلب با درخت سرو درخشان مشخص می‌شود، اما معمولاً باید از این کار اجتناب شود. مرده اگرچه تشنه است، اما راه را باید تا «دریاچه خاطره» ادامه دهد. او ممکن است مجبور شود در برابر نگهبانان ناشناس یا در برخی موارد الهه دنیای زیرین، پرسفونه، صحبت کند. کلماتی که باید به زبان بیاورند شامل ادعاهای پاک یودن یا منشأ الهی است. عبارات دیگر به منابعی فراتر از دانش امروزی اشاره دارد. فضای روی این لوح‌های گرانبها محدود بود، و بیشتر متون به جای توصیف وجود سعادت، بر سفر تمرکز می‌کنند. با این وجود، گهگاه اشاره‌هایی به تناسخ وجود دارد.
فرقه‌های اسرارآمیز که از قرن اول بعد از میلاد در سراسر امپراتوری روم گسترش یافت، به رستاخیز روح اعتقاد داشتند، بنابراین تصور می‌کردند که دنیای زیرین فقط برای افرادی است که مراسم پاگشایی اسرارآمیز را انجام نمی‌دهند.

## نقد اسرار
نقص این سیستم، همان‌طور که منتقدان باستانی آن قبلاً دیده بودند، این بود که پس از وارد شدن به یک فرقه اسرارآمیز، مردم می‌توانستند تا آخر عمر هر طور که دوست دارند رفتار کنند. فیلسوف یونانی دیوژن کلبی گفت: «بیهوده خواهد بود، اگر آژیلاوس و اپامینونداس— دو ژنرال اسپارتی که به شخصیت اشراف شناخته می‌شوند— پس از مرگ در منجلاب به سر ببرند، در حالی که افراد بی‌ارزش، صرفاً به این دلیل که در یک فرقه اسرار پاگشایی کرده‌اند، در جزایر مبارکه ساکن شوند.» (دیوژن لائرتی، زندگی فیلسوفان برجسته ۶٫۳۹). اگرچه چند فرقه اسرارآمیز ممکن است افراد آغازگر را ملزم به پیروی از قواعد خاصی از خلوص تشریفاتی تا پایان عمر خود کرده باشند (مثلاً پشم نپوشیدن)، به نظر نمی‌رسد که انتظاری وجود داشته باشد که آنها از قوانین اخلاقی پیروی می‌کردند.
تناسخ در چند متون مرتبط با اسرار دیونیسوسی دیده می‌شود. جنبه‌های آخرت‌شناختی فرقه‌های اسرارآمیز نشان‌دهنده شیوهٔ جدیدی از تفکر دربارهٔ زندگی پس از مرگ است که متعاقباً بر بسیاری از نظام‌های مذهبی و فلسفی دیگر در دوران باستان متأخر، از جمله مسیحیت، تأثیر گذاشت.

## منسوخ شدن اسرار
امپراتور روم تئودئوس یکم در یک سری احکام که از سال ۳۹۱ بعد از میلاد آغاز شد، عبادت پاگانیسم را ممنوع کرد و دستور تخریب معابد و محراب‌ها را صادر کرد. در حدود سال ۳۹۶–۳۹۵، معبد الوزیس توسط ویزیگوت‌ها در زمان پادشاه آلاریک یکم ویران شد و هرگز بازسازی نشد. در قرن پنجم میلادی، اسرار منقرض شد.